# Vuelta Ciclista del Uruguay 1972
La 29.ª edición de la Vuelta Ciclista del Uruguay se disputó entre el 24 de marzo y el 2 de abril de 1972.

## Etapas
| Etapa | Fecha       | Recorrido                  | km       | Ganador (equipo)                       |
| 1.ª   | 24 de marzo | Circuito en el Parque Rodó | -        | Anulada                                |
| 2.ª   | 25 de marzo | Montevideo-Durazno         | 179,7    | Braulio Massé (CC Carmelo)             |
| 3.ª   | 26 de marzo | Durazno-Tacuarembó         | 169,8    | Alfredo Rivero (Artigas de Guichón)    |
| 4.ª   | 27 de marzo | Tacuarembó-Rivera          | 125,2    | José María Rivero (Artigas de Guichón) |
| 5.ª   | 28 de marzo | Contrarreloj en Rivera     | 50 (CRI) | Saúl Alcántara (Caloi)                 |
| 6.ª   | 29 de marzo | Rivera-Tacuarembó          | 125,4    | Gazul Zárate (Dolores Cycles Club)     |
| 7.ª   | 30 de marzo | Tacuarembó-Paysandú        | 235      | Braulio Massé (CC Carmelo)             |
| 8.ª   | 31 de marzo | Paysandú-Mercedes          | 197,1    | Eduardo Santos (Policial)              |
| 9.ª   | 1 de abril  | Mercedes-Nueva Helvecia    | 168,2    | Braulio Massé (CC Carmelo)             |
| 10.ª  | 2 de abril  | Nueva Helvecia-Montevideo  | 183,5    | Jorge Correa (Maroñas)                 |

### Clasificación individual
| Pos. | Ciclista            | Equipo                    | Tiempo           |
| ---- | ------------------- | ------------------------- | ---------------- |
| 1.º  | Walter Tardáguila   | Club Ciclista América     | 37 h 01 min 37 s |
| 2.º  | Jorge Juckich       | Veloz                     | a 14 s           |
| 3.º  | Saúl Alcántara      | Caloi                     | a 16 s           |
| 4.º  | Carlos Alcántara    | Olimpia                   | a 50 s           |
| 5.º  | Alfredo Rivero      | Artigas de Guichón        | a 1 min 03 s     |
| 6.º  | Lino Benech         | Club Ciclista Sauce       | a 2 min 36 s     |
| 7.º  | Luis A. Sosa        | Club Ciclista América     | a 3 min 00 s     |
| 8.º  | Alfredo Sckricky    | Marconi                   | a 3 min 17 s     |
| 9.º  | Néstor Danilo Berti | Alas Rojas de Santa Lucía | a 7 min 41 s     |
| 10.º | Julio César Olivera | Policial                  | a 8 min 57 s     |

### Clasificación por equipos
| Pos. | Equipo                 | Tiempo            |
| ---- | ---------------------- | ----------------- |
| 1.º  | Club Ciclista América  | 111 h 44 min 16 s |
| 2.º  | Caloi                  | a 33 min 11 s     |
| 3.º  | Club Atlético Policial | a 38 min 32 s     |
| 4.º  | Club Ciclista Sauce    | a 51 min 01 s     |